# Olaga våldsskildring
Olaga våldsskildring är ett brott infört i svensk lag 1989. Det kriminaliserar bland annat spridandet av våldspornografi, samt i vissa fall även grovt våld mot människor eller djur. Det är ett yttrandefrihetsbrott, där endast justitiekanslern kan väcka åtal. Brottet har haft få rättsfall, och spridningen av våldspornografi sker numera mycket sällan lokalt i Sverige i en miljö dominerad av internetpornografi.

## Lagen
Enligt brottsbalken 16 kap §10c gäller följande:
| ”                 | Den som i bild skildrar sexuellt våld eller tvång med uppsåt att bilden eller bilderna sprids eller som sprider en sådan skildring, döms, om inte gärningen med hänsyn till omständigheterna är försvarlig, för olaga våldsskildring till böter eller fängelse i högst två år. Detsamma gäller den som i rörliga bilder närgånget eller utdraget skildrar grovt våld mot människor eller djur med uppsåt att bilderna sprids eller som sprider en sådan skildring. Sprider någon av oaktsamhet en skildring som avses i första stycket och sker spridningen i yrkesmässig verksamhet eller eljest i förvärvssyfte, döms såsom i första stycket sägs. Första och andra styckena gäller inte filmer eller videogram som Statens biografbyrå har godkänt för visning. De gäller inte heller en teknisk upptagning med rörliga bilder med samma innehåll som en film eller ett videogram som har godkänts av biografbyrån. Vidare gäller första och andra styckena inte offentliga förevisningar av filmer eller videogram. Har en teknisk upptagning med rörliga bilder försetts med ett intyg om att en film eller ett videogram med samma innehåll har godkänts av Statens biografbyrå, skall inte dömas till ansvar enligt första eller andra stycket för spridning av upptagningen. Detta gäller dock inte om intyget var oriktigt och den som har spritt upptagningen har insett eller bort inse detta. | „ |
| – Lag (2010:1881) | |   |

## Användning och historik
Lagen, som ligger under 16:e kapitlet i Brottsbalken ("Om brott mot allmän ordning") och inte under 6:e kapitlet ("Om sexualbrott"), inkluderar även ett förbud mot att "närgånget eller utdraget" skildra "grovt våld mot människor eller djur med uppsåt att bilderna sprids eller som sprider en sådan skildring". Lagstiftningen i denna paragraf var en reaktion mot 1970-talets mycket sexualliberala period. Den hade föregåtts av 1981–1989 års "videovåldslag"; denna infördes efter 1980 års uppflammande videovåldsdebatt, där grovt och realistiskt underhållningsvåld sågs som skadligt. Videovåldslagen, som syftade på att begränsa tillgången av våldsamma filmer för personer under 15 år, ersattes 1989 av en motsvarande paragraf direkt under ovanstående våldspornografilag.
Efter införandet av den svenska lagen mot våldspornografi flyttade den svenska producenten Private Media Group (med avancerat och "hårt sex" som kännetecken) till Spanien. Den svenska våldspornografilagen används dock sällan eller aldrig mot våldspornografi, en genre som på 2020-talet i stort sett endast sprids via Internet och produceras i andra länder. Lagen kan också jämföras med att BDSM (där våld och tvång är vanligt förekommande) som sexuell praktik 2009 utraderades ur Socialstyrelsens svenska ICD-klassning av sjukdomsdiagnoser. 2018 meddelande WHO att man gjort samma sak i 2022 års ICD-uppdatering. Om våld och tvång mellan människor sker som en del av ett uppenbart sexuellt rollspel är det tillåtet i många länder, inklusive i Sverige. Detta gäller i Sverige om våldet inte är grövre än motsvarande ringa misshandel (där man inte riskerar att skadas fysiskt eller psykiskt).
Denna svenska lagparagraf är ett yttrandefrihetsbrott, och det innebär att det endast är justitiekanslern som kan väcka åtal i frågan. Detta kan jämföras med andra liknande lagar som kan beröra obsceniteter, inklusive Otillåtet förfarande med pornografisk bild. Det senare är ett skyltningsförbud som infördes i samband med att produktion och försäljning av pornografi legaliserades i Sverige 1971.